# La Stampa
A La Stampa (magyarul: A Sajtó) egy torinói székhelyű olasz napilap. Az újság elődje a Gazzetta Piemontese volt, 1867-ben alapult és a mai nevét 1895-től használja.

## Története

### Alapítása
1867-ben jelent meg az újság elődje a Gazzetta Piemontese első száma, a lapot Vittorio Bersezio író és újságíró alapította meg. Eleinte 7-8000 példányban jelent meg naponta kétszer: reggel és délután. Az újságot 1880-ban Luigi Roux liberális politikus vette meg, aki a lap igazgatója lett.
1894-ben az újság társtulajdonosa az újságíró Alfredo Frassati lett. Az újság neve 1895-ben lett La Stampa. Az újság szerkesztősége ekkor Torinóban a Piazza Solferino egy épületébe költözött.
Az újság rövidesen 50 ezres példányszámban jelent meg.
Az újság Olaszország első világháborús belépéséről semleges nézőponttal számolt be.

### Agnelli család tulajdonában
1920-ban az újság az Agnelli-Gualino pénzügyi-ipari csoporthoz került. Az újság Giacomo Matteoti 1924-es gyilkossága után Mussollini-ellenes hangvételű lett. Frassatinak le kellett mondania és eladnia a tulajdonrészét, ezt Frassati nem tette meg. 1925. szeptember 29-én az újság kiadását felfüggesztették (figyelmeztetés volt a fasiszta hatalom részéről), november 9-én lemondott. Az ő vezetésének utolsó évében 1925-ben az újság elérte a 176 ezres példányszámot.
1926-ban az Angelli család lett a vezetője (a FIAT tulajdonosai voltak). Andrea Torre lett az új vezető, aki a fasiszta hatalom kiszolgálójává tette a lapot. Az újság hamarosan új székházba költözött: Torinóban a via Roman található egyik palotába, amely a Galleria San Federico bejáratánál volt. Az újság a fasizmus bukása után a Nemzeti Felszabadító Bizottság ellenőrzése alá került így a lap visszatért a fasizmus előtti idők szellemiségéhez.

## 1948-1990 között
1948 és 1968 között Giulio De Benedetti lett az igazgató, akit Vittorio Valletta a lapot tulajdonoló FIAT elnök-vezérigazgatója két okból nevezett ki: tegye a lapot népszerűvé a FIAT gyári munkásai között, akik főleg a kommunista szellemiségű l'Unitá olvasói voltak és hogy hódítsa meg a Gazzetta del Popolo olvasóit. Az újság a belföldi hírek mellett immár külföldi híreket is megjelentetett és több hirdetőt is sikerült szereznie. Az La Stampa ekkor egy színvonalas lapnak számított, ami megőrizte függetlenségét is.
A La Stampa Torino és Olaszország első számú napilapjává vált. A kereszténydemokrata-szocialista koalíció uralta olasz sajtóban ez a napilap kínált egyedül alternatívát.
Az 1960-as évek közepére az újság 375 ezres példányszámot ért el. 1968-ban Alberto Ronchey újságíró és szociológus lett az új igazgató, Valletta helyébe Gianni Agnelli lépett, aki azt akarta, hogy a La Stampa lépjen túl észak-olasz regionális újság szerepén és legyen országos napilap. Ronchey vezetése alatt előtérbe kerültek a külföldi és a gazdasági hírek. A kulturális rovathoz tanácsadónak hívta Guido Piovene írót.
1973-ban távozott Ronchey a lap éléről helyébe Arrigo Levi került. Ekkor a legnagyobb olasz napilap a Corriere della Sera baloldalra tolódott, a La Stampa pedig erre válaszul jobbközép szellemiségű lett. Az újság az 1974-es olaszországi válásról szóló népszavazás kapcsán a nem mellett foglalt állást.
1975-ben megjelent a lap kulturális melléklete a Tuttolibri. Ekkora az újság elérte az 500 ezres példányszámot.
1977. november 16-án Carlo Casalegno főszerkesztő-helyettest terroristák támafták meg és négyszer fejbe verték. Casalegno november 29-én meghalt. Ez volt az első eset, hogy a Vörös Brigádok szándékos emberölést követtek el újságíró ellen.
Az újság az 1980-as évekre megelőzte a La Repubblica eladási mutatóit.